# Kees van der Zalm
Cornelis Petrus Maria (Kees) van der Zalm (Loosduinen, 28 september 1901 – Morwell, 25 december 1956) was een Nederlands voetballer, die tussen 1927 en 1929 drie keer als middenvelder voor Nederland uitkwam. Hij maakte ook deel uit van de selectie voor de Olympische Zomerspelen in 1928 maar kwam niet in actie. 
Van der Zalm speelde tussen 1922 en 1933 bij VUC uit Den Haag. In het seizoen 1933/34 speelde hij voor IVCB-club GDA uit Loosduinen. Daarna kwam hij in augustus 1934 eenmalig en onbezoldigd uit voor profteam Green Star (Den Haag) tegen Red Star (Rotterdam) namens de niet erkende Eerste Nederlandschen Beroeps Voetbal Bond. Hierop vroeg de KNVB hem te schorsen. Begin 1934 maakte hij een kortstondige rentree bij VUC. In januari 1935 volgde hij de Hongaarse trainer Rif op bij VUC.
In 1933 trad hij in het huwelijk met Johanna Windsant.
Van der Zalm emigreerde in 1952 met zijn vrouw en zes kinderen naar Australië. Hij werd coach van het lokale voetbalteam van Morwell (Victoria) en won met hen de Latrobe Valley Soccer League in 1954. Van der Zalm stierf in december 1956 in Morwell aan longkanker.